# Sensibilité (économie)
Pour les articles homonymes, voir Sensibilité.
En économie, la sensibilité   (en anglais : sensitivity) est la variation d'une grandeur économique lorsqu'une autre varie en valeur absolue d'une unité, ou en valeur relative de 1 %. Cette notion se rapproche de celle de l'élasticité, celle-ci mesurée systématiquement toutefois par comparaison des valeurs relatives.
Par exemple la sensibilité au prix du pétrole du solde du commerce extérieur d'un pays, ou encore du résultat net d'une entreprise très utilisatrice de cette matière, est la variation de cet indicateur de gestion lorsque ce prix sur le marché au comptant varie de un dollar. 
En finance, la sensibilité (en anglais : sensibility) est un indicateur mesurant l'impact sur le prix d'une variation d'un paramètre pris en compte pour son calcul. Par exemple, la sensibilité à la volatilité mesure le risque d'erreur de calcul du prix si la volatilité utilisée dans le calcul a été mal évaluée.

## Représentées par deslettres grecques
Mathématiquement ces sensibilités correspondent la plupart à des dérivées du prix par rapport à un de ses paramètres (Pour la sensibilité à la volatilité, il s'agit de la dérivée du prix par rapport à la volatilité).
Ces calculs sont habituellement codifiés avec des abréviations pour chacun des paramètres, mais aussi pour les différentes sensibilités. Ces abréviations sont essentiellement des lettres grecques.
Pour cette raison, on appelle souvent ces sensibilités "lettres grecques". 

## Exemple de lasensibilité au taux d'intérêt
Il s'agit de la variation pour 1 % de taux (100 points de base) du prix de l'instrument par rapport à son taux actuariel. Comme, pour la plupart des instruments, le prix augmente lorsque les taux diminuent, on considère plutôt le rapport inverse. 
Avec :
- {\displaystyle r\,\!} le taux actuariel de l'instrument,
- {\displaystyle P(r)\,\!} le prix de l'instrument en fonction de son taux actuariel,
- {\displaystyle P'(r)={\frac {dP(r)}{dr}}} la dérivée du prix de l'instrument par rapport au taux actuariel,

la sensibilité {\displaystyle S(r)\,\!} est donc :
{\displaystyle S(r)=-{\frac {P'(r)}{P(r)}}}

### Sensibilité au taux d'intérêt- Ordres de grandeur
Schématiquement, une obligation ayant une sensibilité de 5 verra sa valeur baisser d'environ 5 % si les taux d'intérêt augmentent de 1 %, et, inversement, sa valeur augmenter d'environ 5 % si les taux baissent de 1 %. 
Néanmoins, il convient de se souvenir que le prix {\displaystyle P(r)\,\!} n'évolue pas de façon linéaire en fonction du taux actuariel  {\displaystyle r\,\!} et que l'erreur croît avec l'écart de taux qu'on applique.

### Sensibilité au taux d'intérêt- Objectifs et limites
Tout comme la duration, la sensibilité est essentiellement une mesure patrimoniale, utilisée par les gestionnaires de fonds. Il s'agit en effet du rapport de la mesure première du risque de taux,{\displaystyle P'(r)\,\!},à la valeur actualisée de l'instrument, c'est dire à l'ensemble des capitaux investis, et non à sa valeur nominale.
Les professionnels des marchés de taux d'intérêt n'utilisent, eux, comme mesure première du risque de taux actuariel, que {\displaystyle P'(r)\,\!} seul, non corrigé.
En revanche, la sensibilité moyenne d'un OPCVM à capital variable constitue, pour le public, une mesure importante du risque de taux qu'il présente, puisqu'on souscrit à ce type de placement et qu'on le revend, chaque fois, en montants bruts.  

### Sensibilité au taux d'intérêt- Propriétés
Plus une obligation à taux fixe est longue, plus elle est sensible.
Par ailleurs, comme il s'agit d'une élasticité, la sensibilité possède des propriétés paradoxales. Ainsi, plus le taux nominal d'une obligation à taux fixe est élevé, plus le risque de taux {\displaystyle P'(r)\,\!} qu'elle présente est élevé. Néanmoins,  comme elle est dotée d'un prix élevé en pourcentage du nominal, sa sensibilité sera plus faible que celle d'une obligation de mêmes caractéristiques mais de taux nominal plus faible.

### Sensibilité au taux d'intérêt- Formules
La sensibilité est donnée par la formule suivante :
{\displaystyle S={\frac {1}{P}}\ \sum _{i=1}^{n}{\frac {t(i)\times F_{i}}{\left(1+r\right)^{t(i)+1}}}}
avec :
{\displaystyle P\,\!} le prix de l'obligation,
{\displaystyle F_{i}\,\!} le flux (coupon et capital) de la période {\displaystyle i\,\!},
{\displaystyle t(i)\,\!} est l'intervalle de temps, exprimé en années, séparant la date d'actualisation de la date du flux {\displaystyle F_{i}\,\!}
{\displaystyle r\,\!} le taux actuariel de l'obligation.
On remarque que la sensibilité peut s'exprimer en fonction de la duration {\displaystyle D\,\!} :
{\displaystyle S={\frac {D}{\left(1+r\right)}}}